# Tanaka Ōdō
Tanaka Ōdō (japanisch 田中 王堂, wirklicher Name Tanaka Kiichi (田中 喜一); geboren 24. Januar 1868 in Tomioka (富岡村) (Präfektur Saitama); gestorben 9. Mai 1932) war ein japanischer Gesellschaftskritiker und Essayist.

## Leben und Wirken
Tanaka Ōdō besuchte Missionarsschulen in Tōkyō und Kyōto. Er studierte dann in den USA am „College of the Bible“, dem heutigen „Lexington Theological Seminary“. Er bildete sich weiter an der Universität Chicago, zusammen mit den vier Männern, die die „Chikago-Schule des Pragmatismus“ begründeten:  James H. Tufts (1862–1942), George Herbert Mead, James Rowland Angell (1869–1949) und John Dewey. Deren Ideen finden sich später in Tanakas Schriften.
Als Schriftsteller in Japan sprach Tanaka verschiedene Gebiete an, mit denen sich seine amerikanischen Lehrer befasst hatten. Tanaka wurde bekannt in dem journalistischen Auftrieb, der sich an den gewonnenen Russisch-Japanischen Krieg (1904 bis 1905) anschloss. Dabei griff er die Zensur der Regierung, deren Bevormundung, die repressive Erziehung und das patriarchalische Familiensystem an. Er stellte außerdem die soziale Funktion und Verantwortung des Kritikers (評論家, Hyōronka) dar, der die öffentliche Meinung formen müsse.
Während der 1910er Jahre versuchte er – im Zusammenhang mit der sich entwickelnden „Taishō-Demokratie“ – eine Neuinterpretation der Meiji-Restauration als Engagement für eine kosmopolitische und repräsentative Regierung. Damit wollte er ein Konzept entwickeln für eine nationale und kulturelle Autonomie, die die eigene Demokratie voranbringen, die Autonomie anderer Länder respektieren sollte. Während der 1920er Jahre verlor Tanaka den Anschluss an die neuen Entwicklungen im japanischen intellektuellen Leben, wie Marxismus und Neo-Kantianismus, und verlor so einen Teil seiner Leserschaft. Dennoch blieb sein Einfluss stark, was seine früheren Studenten an der Waseda-Universität anging, die er in Philosophie unterrichtet hatte.
Tanakas wichtigste Publikationen sind kritische Biographien, wie „Ninomiya Sontoku“ 1911, „Fukuzawa Yukichi“ 1915, Essay und Anthologien wie „Shosai yori gaitō ni“ (書斎より街頭に) – „Besser auf der Straße als im Studio“ aus dem Jahr 1911 und „Tettei kojin-shugi“ (徹底個人主義) – „Radikaler Individualismus“ 1918.